# 哀愁のロッカリア
「哀愁のロッカリア」 (Rockaria!) は、エレクトリック・ライト・オーケストラが1976年に発表した楽曲。アルバム「オーロラの救世主」に収録されている。

## 概要
タイトルは「ロック」と「アリア」の鞄語であり、曲調の方でもロックとアリアの融合が行われている。また、歌詞は「クラシック音楽に夢中なアリア歌手にロックンロールを教え込もうとする」というものになっており、曲の終盤ではタイトル通り、ロックの楽器をバックにアリアが歌われる。アリアを歌っているのはメアリー・トーマス。
ライヴでも定番曲となった。前述のアリアパートは高音域を発声することができるケリー・グロウカットが担当した。彼がバンドを去った後のステージではアリアパートそのものがカットされた。現在のコンサートでは、ツアーメンバーのMelanie Lewis-McDonaldが歌っている。

## その他
- アリアパートの歌詞はドイツ語で、「Weit, hinter in die ferne, man hört, man höret die muzik（遠くから、あなたは聴こえる、音楽が聴こえる）」と歌っている。これを英訳した歌詞を、曲中3回目のアリアパートのバックでジェフが歌っている。
- 曲中には著名なクラシック作曲家である「ワグナー」「ベートーヴェン」「プッチーニ」「ヴェルディ」の名が登場する。また、ベートーヴェンの名が歌われる箇所には、運命の有名なリフがピアノによって挿入されている。
- 冒頭のアリアパートでは、よく聴くと一度歌い直していることがわかる。普通ならカットされる所を、面白いと思ったジェフによってそのまま残された。
  - 一部のCDプレスでは、この部分はオミットされている。
- 2012年10月に、ジェフ・リンがELO時代の曲をセルフカバーした『Mr. Blue Sky: The Very Best of Electric Light Orchestra』のiTunes Store限定ボーナストラックに収録されている。アリアパートはジェフの娘であるローラが歌っている。
- アローン・イン・ザ・ユニバースツアーではセットリストに入れられている。ツアーメンバーのLain Hornalとヴォーカルを分け合っている。